# Guillaume-skandalen
Guillaume-skandalen var den største politiske skandale i efterkrigstidens Tyskland, og førte til at Willy Brandt måtte gå af som kansler i 1974.
Baggrunden var, at Brandts personlige sekretær for partianliggender og nære medarbejder Günter Guillaume blev afsløret som spion for Stasi. Også Guillaumes kone, Christel Guillaume, blev afsløret som spion.